# Li Wenliang
Li Wenliang (en chino: 李文亮; pinyin: Lǐ Wénliàng, Beizhen, Liaoning; 12 de octubre de 1986-Wuhan, Hubei; 7 de febrero de 2020) fue un oftalmólogo chino que trabajaba en el Hospital Central de Wuhan, quien advirtió a sus compañeros en diciembre de 2019 sobre el posible brote de una enfermedad parecida al síndrome respiratorio agudo grave (SARS, por sus siglas en inglés), después conocida como COVID-19. Desde entonces, se convirtió en un alertador cuando sus advertencias se compartieron públicamente.
El 3 de enero de 2020, la policía de Wuhan lo convocó y lo amonestó por «hacer comentarios falsos en Internet», obligándolo a firmar, junto a dos oficiales, un documento en el que admitía haber «alterado el orden social gravemente» y en donde le ordenaban detener «la extensión de los rumores». Li lo subió a su cuenta Sina Weibo. Regresó a trabajar, "contrajo el virus (ahora llamado SARS-CoV-2) de un paciente infectado y falleció por esta infección" el 7 de febrero de 2020, en una unidad de cuidados intensivos. Su fallecimiento provocó enojo en la población china y desató críticas contra el Partido Comunista de China en tal cantidad que estas sobrepasaron la capacidad de los censores. La Organización Mundial de la Salud emitió un comunicado vía Twitter en el que dijo «estar entristecidos por el fallecimiento del Dr. Li Wenliang». Posteriormente, una investigación oficial lo exoneró y el Partido Comunista ofreció una "solemne disculpa" a su familia, revocando su amonestación, lo cual no detuvo las críticas por parte de la población, y el gobierno decidió despedir a funcionarios de alto nivel.

## Biografía

### Carrera médica
Li Wenliang, de etnia manchú, nació el 12 de octubre de 1985 , en Beizhen, Liaoning, China. Asistió a la escuela secundaria Beizhen (北镇市高级中学) y se graduó con excelentes calificaciones. En 2004, fue admitido en la Escuela de Medicina de Wuhan. Estudió medicina clínica durante siete años, en donde adquirió esa licenciatura, combinada con un grado de maestría programada. Se unió al Partido Comunista de China cuando era estudiante de segundo grado. Después de graduarse en 2011, trabajó en Xiamen, Fujian, China, durante tres años, antes de regresar a trabajar en Wuhan en 2014, como oftalmólogo, en el hospital central de Wuhan.

### Denunciante de la pandemia de COVID-19
El 30 de diciembre de 2019, Li vio el informe de un paciente enviado por la doctora Ai Fen que mostró un resultado positivo con un alto nivel de confianza para las pruebas de coronavirus del SARS. A las 17:43 horas, escribió en un grupo WeChat de sus compañeros de la escuela de medicina: "Hubo 7 casos confirmados de SARS en el Mercado de Mariscos Huanan". También publicó el informe y el resultado de la tomografía computarizada de un paciente. A las 18:42 horas, agregó que "la última noticia es que se ha confirmado que son infecciones por coronavirus, pero aún no se determina la cepa exacta del virus exacto". También explicó en el mensaje qué es un coronavirus. Temiendo el castigo de las autoridades, Li simplemente les había pedido a sus amigos que "les recordaran a sus familiares y seres queridos que estuvieran alertas", y se molestó cuando la discusión ganó una audiencia más amplia.

### Censura por parte del gobierno de su país
Muy poco después de que se publicaron, en internet y sin ocultar su nombre,  las capturas de pantalla de su mensaje y de sus palabras en el grupo WeChat, los supervisores médicos de su hospital se acercaron y conversaron con él, culpándolo por filtrar la información. El 3 de enero, la estación de policía de la calle Zhangnan de la Oficina de Seguridad Pública de Wuhan, sucursal de Wuchang, culpó a Li de «hacer comentarios falsos en Internet». Los oficiales de policía le pidieron que firmara una carta pidiendo disculpas y que no volviese a hacerlo. Si no aprendía de la advertencia y continuaba violando la ley, sería procesado.
Después de la advertencia, Li volvió a trabajar en su hospital. El 31 de enero, publicó su carta de advertencia en las redes sociales y describió cómo fue convocado y amonestado por la policía.

### Reacción
Li fue el centro de atención de los medios de comunicación chinos porque se creía que era uno de los ocho que esparcieron "rumores" y fueron advertidos por la policía de Wuhan. Sin embargo, según algunos medios, la policía de Wuhan convocó a ocho "manifestantes" el 1 de enero, mientras que Li y Xie Linka, otro médico del Hospital de la Unión de Wuhan, fueron advertidos el 3 de enero, lo que significa que los dos últimos podrían no ser parte del grupo. Más tarde, Li respondió que no sabía si era uno de los que esparcieron "rumores", sino que había sido amonestado por decir la verdad. El castigo policial a Li por "rumores" se emitió en CCTV, lo que indica el respaldo del gobierno central para la reprimenda.
El 4 de febrero, el Corte Suprema Popular de la República Popular China dijo que los ocho ciudadanos de Wuhan no deberían haber sido castigados porque lo que dijeron no era del todo falso. Escribió en las redes sociales: "Podría haber sido algo afortunado si el público hubiera creído los 'rumores' y hubiera comenzado a usar máscaras y a llevar a cabo medidas de desinfección y evitado el mercado de animales salvajes". Sin embargo, el gobierno chino aún no ha publicado una disculpa oficial.
Li le dijo a Caixin que le preocupaba que el hospital lo castigara por "difundir rumores", pero se sintió aliviado después de que el tribunal superior criticara públicamente a la policía. "Creo que debería haber más de una voz en una sociedad sana, y no apruebo el uso de la fuerza pública para una interferencia excesiva", dijo Li.

### Enfermedad y muerte

#### Infección por coronavirus

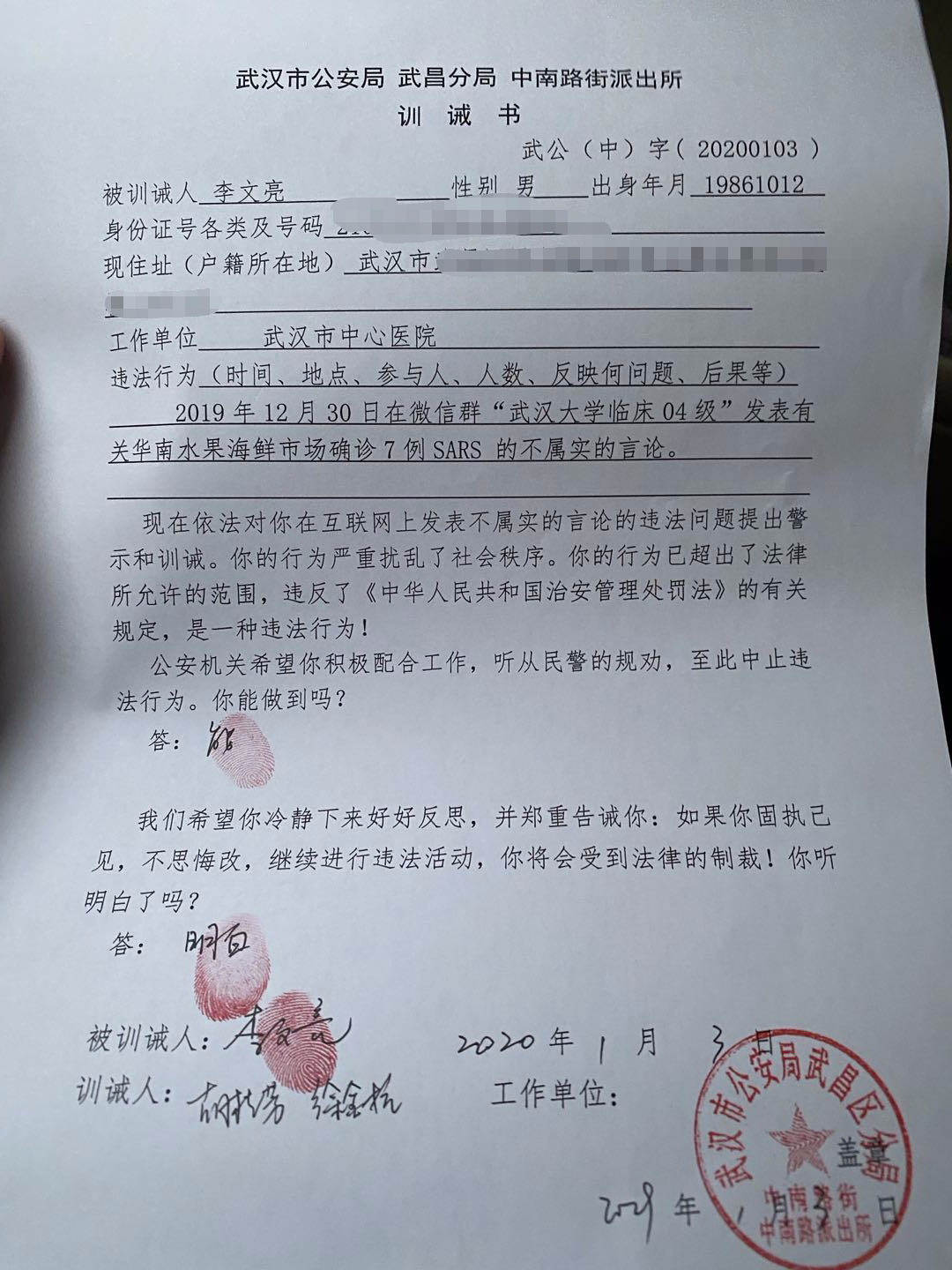
Documento emitido por la policía de Wuhan que ordena a Li Wenliang que dejara de "difundir rumores" sobre un posible 'virus del SARS' con fecha del 3 de enero de 2020

El 8 de enero, Li contrajo el coronavirus cuando atendió a un paciente infectado en su hospital. El paciente sufría de glaucoma agudo de ángulo cerrado y desarrolló fiebre al día siguiente, cuando Li comenzó a sospechar que el paciente podría tener una infección por coronavirus. Desarrolló fiebre y tos el 10 de enero, que pronto se agravó. El doctor Yu Chengbo, un experto médico de Zhejiang enviado a Wuhan, dijo a los medios que, aunque la mayoría de los pacientes jóvenes no tienden a desarrollar casos graves, el paciente con glaucoma que vio el 8 de enero era un tendero en Huanan Seafood Market con una alta carga de virus, que podría haber exacerbado la infección de Li.
El 12 de enero, el Dr. Li ingresó en la unidad de cuidados intensivos en el Hospital Houhu, Distrito del Hospital Central de Wuhan, donde fue puesto en cuarentena, tratado y examinado en busca del virus varias veces hasta que dio positivo por la infección el 30 de enero y diagnosticado el 1 de febrero. Mientras estaba hospitalizado, Li publicó un mensaje en línea prometiendo regresar al frente después de su recuperación.

#### Noticia de su muerte
Según un colega, la condición de Li se volvió muy crítica el 5 de febrero. El 6 de febrero, mientras Li hablaba por teléfono con un amigo, le dijo que tenía problemas para respirar y que su saturación de oxígeno se había reducido al 85 %. Alrededor de las 19:00, fue enviado a la sala de emergencias. De acuerdo con China Newsweek, su corazón se detuvo a las 21:30. El medio estatal chino informó en internet que Li había muerto a la edad de 34 años, pero el informe se eliminó en poco tiempo. Más tarde, el Hospital Central de Wuhan emitió una declaración en contradicción con los informes de su muerte: "Desafortunadamente, mientras luchaba contra el coronavirus, el oftalmólogo de nuestro hospital, Li Wenliang, contrajo el virus. Ahora está en estado crítico y estamos haciendo todo lo posible para rescatarlo".
Se utilizó oxigenación por membrana extracorpórea (ECMO) para mantenerlo con vida. El esfuerzo finalmente fracasó, y el hospital luego anunció que Li había muerto a las 02:58 a. m. del 7 de febrero de 2020. Durante la confusión, a la 01:49 a. m., más de 17 millones de personas estaban observando la transmisión en vivo de sus actualizaciones de estado.

#### Reacción a la muerte de Li
La Organización Mundial de la Salud publicó en Twitter diciendo que estaba "profundamente entristecida por el fallecimiento del Dr. Li Wenliang" y "todos debemos celebrar el trabajo que hizo en #2019nCoV". La muerte de Li provocó un considerable dolor y enojo en las redes sociales que se extendió a una demanda de libertad de expresión. El hashtag #wewantfreedomofspeech obtuvo más de 2 millones de visitas y más de 5500 publicaciones dentro de las 5 primeras horas antes de que fuera eliminado por los censores, al igual que otros hashtags y publicaciones relacionadas.
Los ciudadanos de Wuhan colocaron flores e hicieron sonar silbatos en el Hospital Central de Wuhan, donde Li trabajó y murió, como tributo a él. En Internet, la gente espontáneamente convocó la actividad "Sople un silbato para Wuhan esta noche", donde todos mantuvieron todas las luces apagadas en sus hogares durante cinco minutos, y luego soplaron silbatos y agitaron luces fuera de sus ventanas durante cinco minutos para llorar al Dr. Li. Muchas personas dejaron mensajes en respuesta a la última publicación de Li en Sina Weibo; algunos lamentaron su muerte y expresaron su enojo con las autoridades por la represión en la información de una enfermedad que era cierta. También fue proclamado "héroe ordinario".
Aunque no hubo ninguna disculpa oficial de la ciudad de Wuhan por reprender a Li, en cuestión de horas el gobierno municipal de Wuhan y la Comisión de Salud de Hubei hicieron declaraciones excepcionales de homenaje a Li y dieron condolencias a su familia. La Comisión Nacional de Salud hizo lo mismo. En un movimiento aún más excepcional, el máximo órgano anticorrupción de China, la Comisión Nacional de Supervisión, ha iniciado una "investigación exhaustiva" sobre los asuntos relacionados con Li. Qin Qianhong, profesor de derecho en la Universidad de Wuhan, expresó su preocupación de que, a menos que se maneje adecuadamente y con mucho tacto, la ira pública por la muerte de Li podría explotar de manera similar a la muerte de Hu Yaobang.
Un grupo de académicos chinos, dirigido por Tang Yiming, director de la escuela de clásicos chinos de la Universidad Normal de China Central en Wuhan, publicó una carta abierta instando al gobierno a proteger la libertad de expresión y a disculparse por la muerte de Li. La carta enfatizaba el derecho a la libertad de expresión, aparentemente garantizado por la Constitución china. Tang dijo que el brote viral fue un desastre provocado por el hombre y que China debería aprender de Li Wenliang. Tang dijo que sentía la necesidad, como intelectual y académico de alto rango, de hablar, por el pueblo chino y por sus propias conciencias. "Todos deberíamos reflexionar sobre nosotros mismos", dijo, "y los funcionarios aún más deberían lamentar sus errores". La carta alega que Li Wenliang "también es víctima de la supresión del discurso".

### Familia
Li y su esposa tuvieron un hijo y esperaban el segundo cuando murió. Cuando comenzó a mostrar síntomas, reservó una habitación de hotel para evitar infectar a su familia, antes de ser hospitalizado el 12 de enero. A pesar de esta precaución, sus padres se infectaron con coronavirus.